# 克劳斯·耶格尔
克劳斯·耶格尔（德語：Klaus Jäger，1950年2月6日—），德国男子赛艇运动员。他曾代表西德参加世界赛艇锦标赛，获得一枚铜牌。他也曾参加1976年夏季奥林匹克运动会。